# 科威特护照
科威特護照是由科威特政府向該國公民發出的旅行證件，以供其在外國出入境之用。
科威特護照在全球有效，並可按相關簽證要求在各國出入境。

## 歷史
科威特護照的發行史可追溯至受英國保護時期所發行的「旅行證明書」，在大約1930年代開始發行，到大概1950年代才改稱「護照」，並改為可供多次使用。
而在科威特1961年獨立後，科威特護照改由內政部簽發，其發行亦得以規範化。
在往後的數十年內，護照的設計曾多次更新，以適應最新的旅行證件標準。現行的科威特護照為2016年版本，於同年元旦起採用。

## 類別
目前，科威特護照主要分為四個類別：
- 普通護照
- 公務護照
- 外交護照
- 難民護照

## 申請程序
所有申請科威特護照的程序均於櫃檯進行。

### 首次申請
申請人需親身將相關申請表連同證明文件遞交至指定辦證中心，並在遞交文件時留下簽署及指模式樣。
需提交證明如下：
- 出世紙副本
- 身份證副本
- 學歷證明副本（7歲及以上兒童申請人適用）
- 近照一張

值得一提的是，首次申領科威特護照費用全免。

### 續領
而在續領護照時，申請人僅需提交近照及舊護照，並在辦證中心即場填表即可。
與首次申領不同，往後續領護照均需繳費。截至2020年，五年期護照費用為3 KD，而十年期護照則為6 KD。

## 護照內容

### 個人資料頁
所有內容均以阿拉伯文及英文對照印刷，詳列如下：
- 相片
- 證件類別（P/D/O）
- 國家代碼（KWT）
- 姓名
- 護照編號（P加八位數字）
- 性別
- 國籍（Kuwaiti）
- 生日
- 出生地
- 職業
- 簽發日
- 到期日
- 身份證編號（12位數字）
- 簽發地
- 持證人簽署
- 機讀區

此外，個人資料頁亦設有若干防偽特徵，包括持證人相片全息縮圖、螢光「KWT」字樣等。

### 請求頁
請求頁設於整本護照的封面後第一頁，內容大致如下：
阿拉伯語：
|  |

英語：
|  |

中文語意如下：
| 以科威特埃米爾（國王）名義，茲請科威特國、其駐外代表及其代理人，以及外國政府准予持照人通行無礙，並在需要時予以協助及保護。 |

而在請求頁底部，則以「內政部部長」作為上述請求信息的下款。

### 簽證頁
簽證頁背景為科威特大清真寺，並於頁邊中部印有細小的頁碼。。
而在防偽特徵方面，頁面上以紫外螢光油墨印上跨海大橋，而接近中央位置附有保安線。
所有護照均設有64頁。

## 旅行待遇
根据2025年1月8日发布的亨利护照指数，科威特护照可免签证、落地签证或电子签证入境99个国家和地区，位居世界第50。

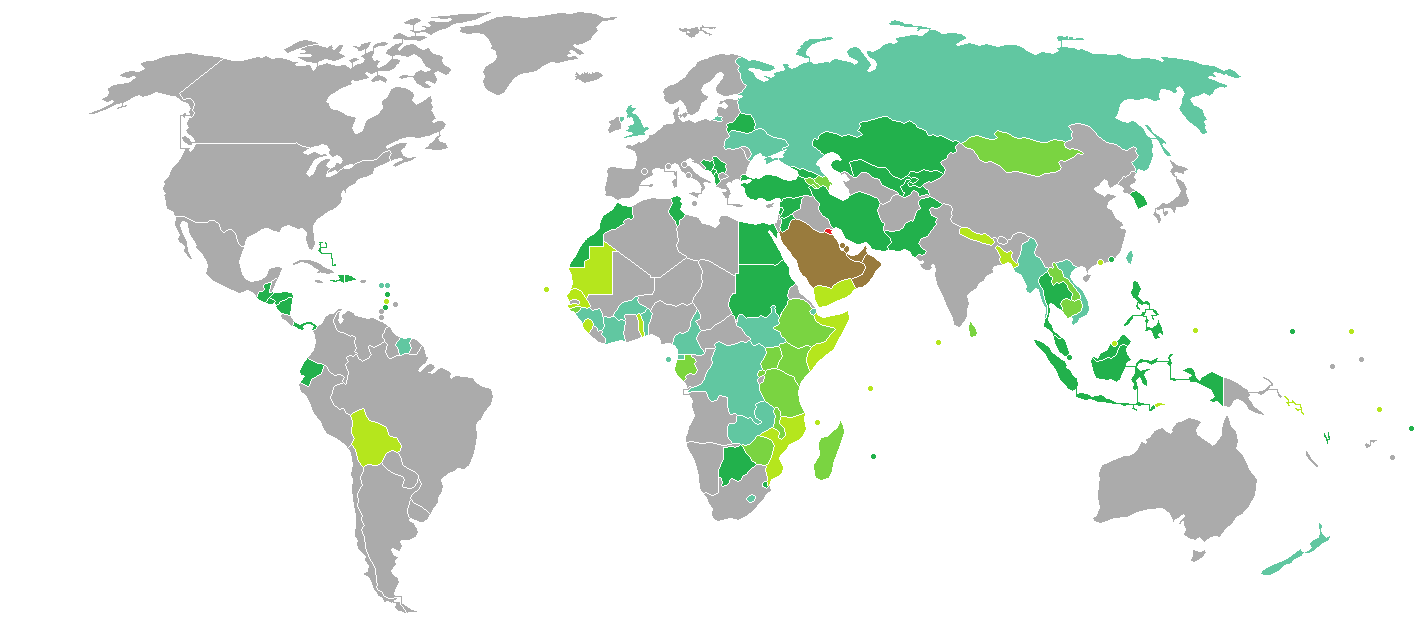
科威特公民簽證要求
科威特
可自由遷徙
免簽證
落地簽證
電子簽證
需要簽證